# Manuel Ignacio Molina
Manuel Ignacio Molina (Ciudad de Mendoza, 1 de enero de 1759 - 28 de octubre de 1828) fue un abogado y político argentino, miembro de la Junta Grande y colaborador del general José de San Martín en la organización de su Expedición libertadora a Chile.
Cursó sus estudios en la escuela del convento mercedario de Mendoza y en el Colegio de Monserrat de Córdoba, y hacia 1775 marchó a estudiar en la Universidad de San Felipe de Santiago de Chile, donde en 1781 se recibió de abogado. En 1785 se radicó en Buenos Aires durante unos años, y a su regreso a Mendoza se casó en 1794 con su sobrina Margarita Molina Sotomayor, con quien no tuvo descendencia.

## La Revolución de Mayo

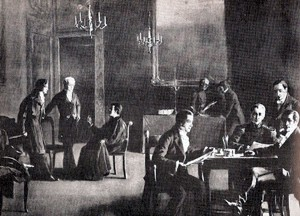
La Primera Junta.

Las primeras noticias de la Revolución de Mayo llegaron a Mendoza el 6 de junio de 1810 traídas por un particular que venía desde Buenos Aires y fueron recibidas por Faustino Ansay. Pocos días después, el 13 de junio llegó el comandante Manuel Corvalán, quien entregó al Cabildo de la ciudad una comunicación oficial enviada desde la Junta de Buenos Aires, en la que se pedía a los mendocinos que enviaran un representante para integrar el nuevo gobierno.

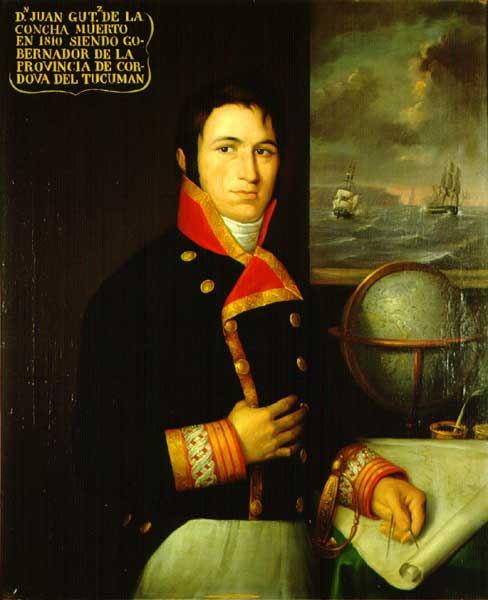
Juan Antonio Gutiérrez de la Concha, gobernador Intendente de Córdoba.

El 14 de junio llegaron instrucciones del Gobernador Intendente de Córdoba, Manuel Gutiérrez de la Concha de no reconocer al gobierno de la Primera Junta y enviar tropas hacia Córdoba, con el propósito de oponerse al movimiento revolucionario.

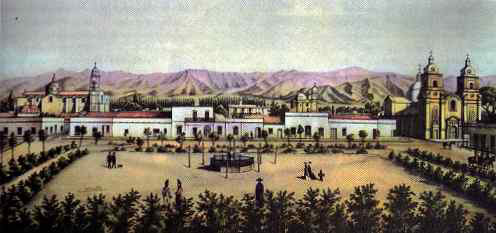
La ciudad de Mendoza.

La posición de los vecinos oscilaba entre la lealtad al gobierno de Córdoba, el reconocimiento a la Junta de Buenos Aires y la prudencia de esperar un vencedor.
El 21 llegó un nuevo enviado de la Junta y el 23 se reunió finalmente un Cabildo Abierto Extraordinario con la presencia de 46 vecinos, que decidió reconocer a la Junta de Buenos Aires y designó a Bernardo Ortiz como representante. Al poco tiempo, Ortiz falleció y él fue elegido diputado en su reemplazo el cabildante Manuel Ignacio Molina licenciado y miembro de una influyente familia en la sociedad mendocina.

## Junta Grande

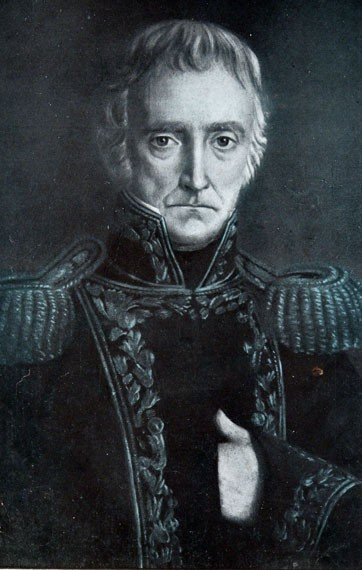
Cornelio Saavedra, presidente de la Junta.

El 13 de noviembre Manuel Ignacio Molina hizo entrega a la Junta de su pasaporte y el poder que lo legitimaba como diputado de la ciudad de Mendoza
El 18 de diciembre de 1810 el diputado por Mendoza se sumó a los miembros de la Primera Junta y a los delegados de los cabildos de Santa Fe, Corrientes, Catamarca, Tucumán, Salta, Córdoba, Tarija y Jujuy para constituir el nuevo gobierno que fue denominado Junta Grande.

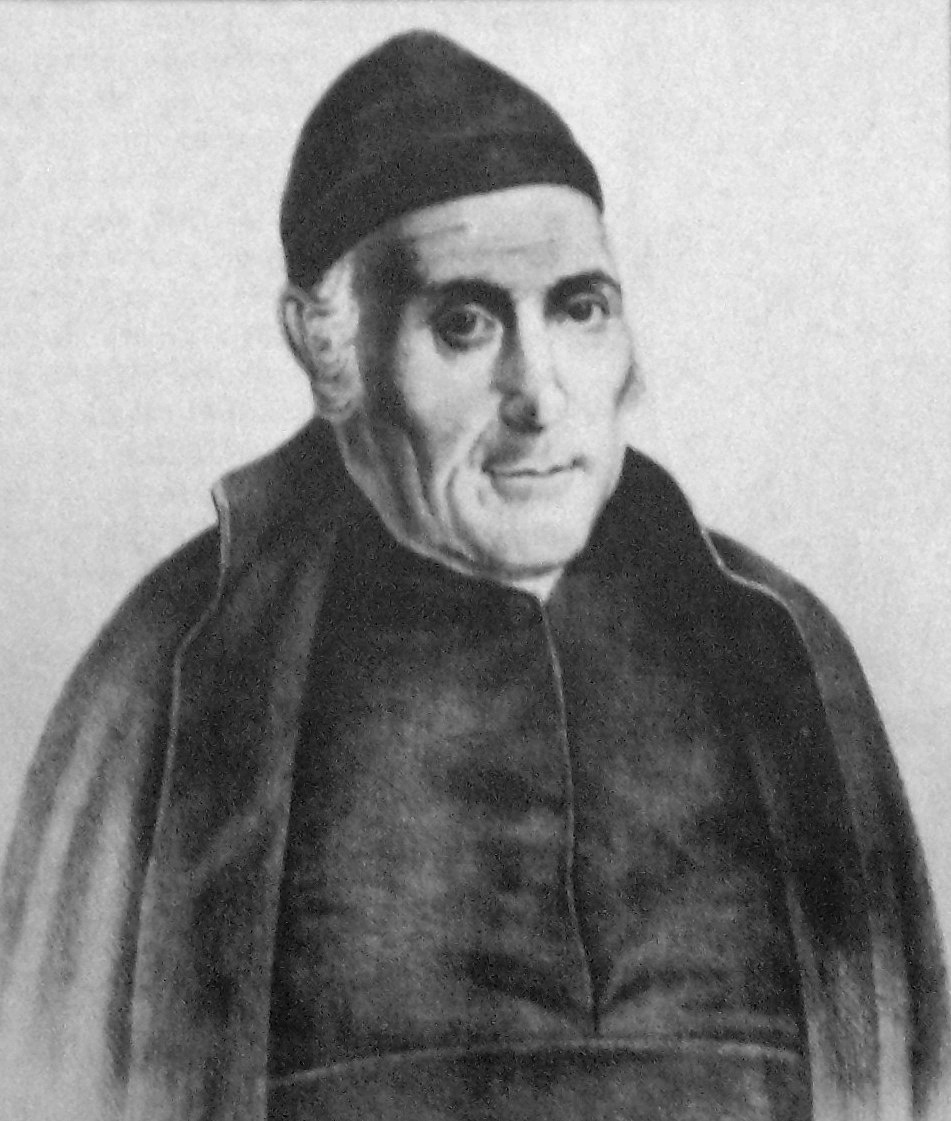
Gregorio Funes, diputado por Córdoba.

En 1811, la oposición del sector morenista de la revolución, el fracaso de las campañas contra las provincias rebeldes al movimiento (Alto Perú, Paraguay y la Banda Oriental), el descontento de los diputados de ciudades dependientes que habían sido el principal sostén del sistema condujeron a la Junta a la debilidad y el descrédito.
El 22 de septiembre de 1811, el cabildo de Buenos Aires logró que la Junta ordenara la creación de un nuevo poder ejecutivo, el Primer Triunvirato. La Junta debía continuar como poder legislativo, no obstante lo cual cuando procedió a sancionar un reglamento constitucional, el Triunvirato lo sometió al Cabildo de Buenos Aires y lo alentó a rechazarlo. Ante el reclamo de la Junta el ejecutivo la disolvió en noviembre de ese mismo año y unas semanas más tarde los diputados del interior fueron expulsados de la ciudad.

## Expedición libertadora a Chile

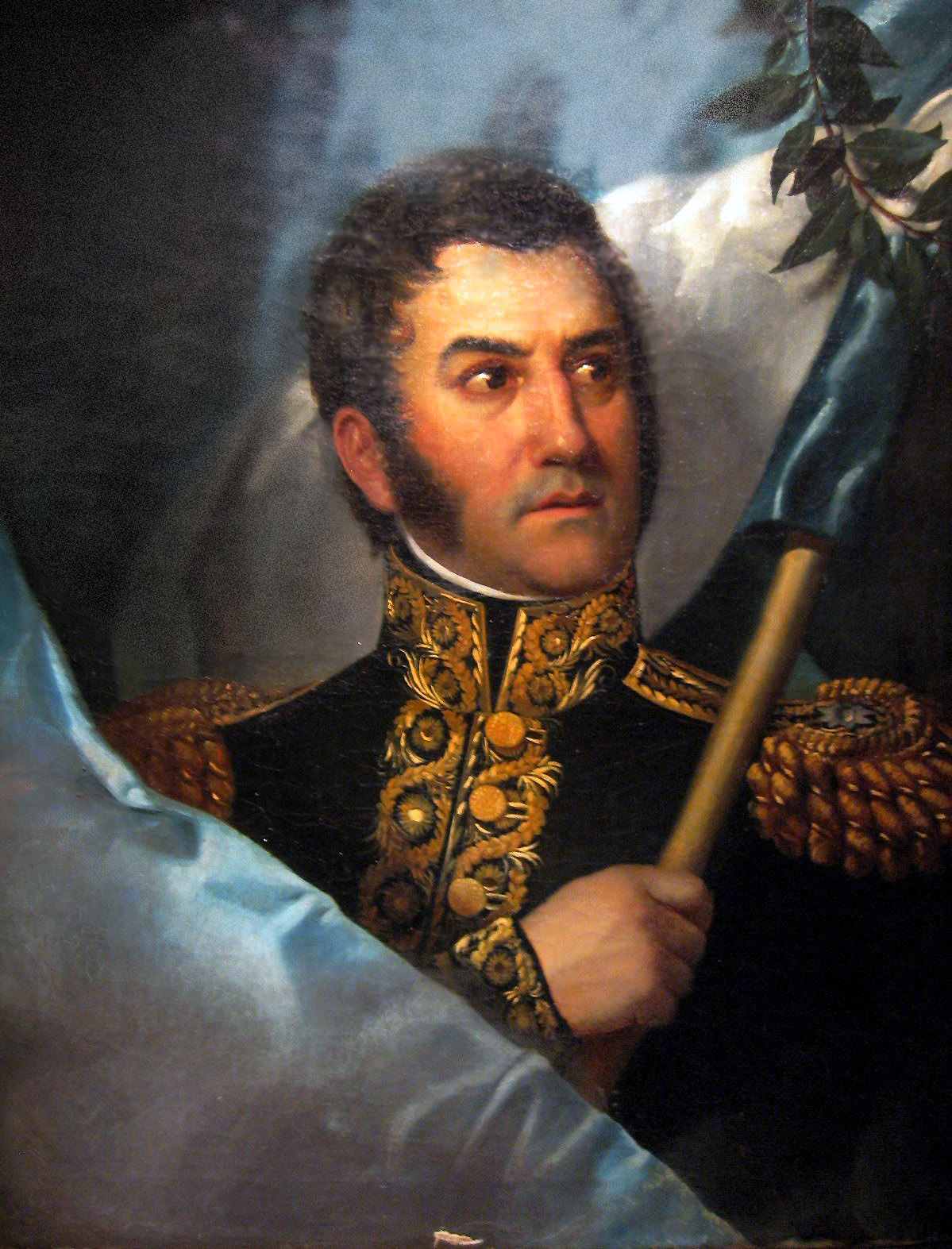
José de San Martín.

A comienzos de 1816, la campaña sobre Chile no había sido formalizada oficialmente por el Gobierno nacional. 
Tras la derrota de Sipe-Sipe en el Alto Perú, San Martín cree que ya ha llegado el momento de promover su idea de la conquista de Lima por el Pacífico. Envía entonces a su delegado y amigo, Manuel Ignacio Molina, a Buenos Aires para convencer al Director Supremo de la conveniencia de la expedición a Chile y solicitar el envío de otros 1.600 hombres y la obtención de ganado y dinero para la adquisición de armas. El Ministro de Guerra era Tomás Guido, amigo de San Martín, que ya estaba al tanto de la idea del Libertador, pero el gobierno no estaba convencido aún. Como resultado de la gestión, solamente obtuvo una contribución de 5.000 pesos mensuales para el ejército.